# 舲舫乡
舲舫乡，是中华人民共和国湖南省株洲市茶陵县下辖的一个乡镇级行政单位。

## 行政区划
舲舫乡下辖以下地区：
堤洲村、长鸭村、塘冲村、令舫村、垸井村、松江村、西岸村、河坞村、滋坑村、中洲村、洮水村、祠湾村、龙朱坑村、张杨村、大岳村、南冲村、车铺村和官溪村。